# ويفر دبليو. آدامز
ويفر دبليو. آدامز (بالإنجليزية: Weaver W. Adams)‏ هو لاعب شطرنج ومؤلف أمريكي، ولد في 28 أبريل 1901 في ديدام في الولايات المتحدة، وتوفي في 6 يناير 1963 في Cedar Grove, New Jersey ‏ في الولايات المتحدة.

## وصلات خارجية
- ويفر دبليو. آدامز على موقع مباريات الشطرنج (الإنجليزية)
- ويفر دبليو. آدامز على موقع 365Chess.com (الإنجليزية)